# Montecuccoli (famiglia)

Stemma dei Montecuccoli

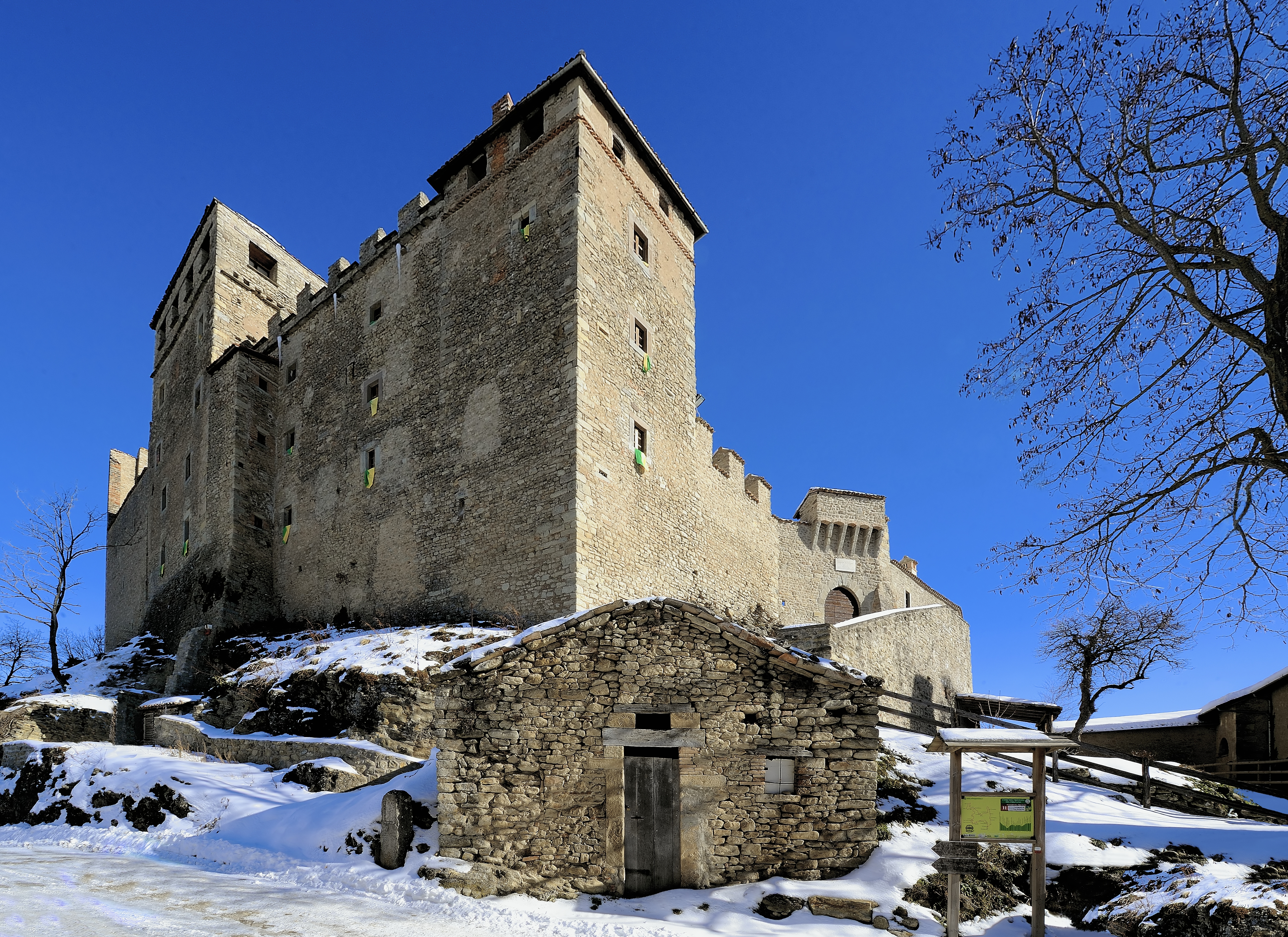
Castello di Montecuccolo

Montecuccoli è un antico casato modenese, le cui prime notizie si hanno a partire dall'anno 1000 con i nomi "da Frignano" o "Corvoli". 
Nel XIII secolo la famiglia di feudatari si stabilisce nel Castello di Montecuccolo, situato nell'omonima frazione dell'attuale comune di Pavullo nel Frignano, e da questo ne deriva il cognome "da Montecuccolo", poi divenuto Montecuccoli. Da qui nei secoli successivi estese i propri domini negli attuali territori di Mocogno, Polinago ed oltre. Nel 1530 furono creati conti dell'Impero. Ad iniziare dal XVII secolo iniziò la progressiva decadenza del potere del feudo. Si vuole che i Montecuccoli siano una diramazione della famiglia Ottieri.

## Esponenti illustri
La discendenza ebbe diversi membri ricordati per il particolare valore militare, in particolare: 
- Gherardo da Montecuccoli (XII secolo), probabile capostipite della dinastia[2]
- Guidinello I da Montecuccoli (XIII secolo), condottiero[2]
- Guglielmo da Montecuccoli (XIV secolo), nominato cavaliere da Carlo IV di Lussemburgo
- Sebastiano di Montecuccoli (?-1536), segretario di Francesco di Valois
- Guidinello II da Montecuccoli (XIV secolo), condottiero
- Guidinello III da Montecuccoli (XIV secolo), condottiero
- Ernesto Montecuccoli (1583-1633), generale
- Raimondo (1609-1680),[1] a cui è stato intitolato l'incrociatore leggero Raimondo Montecuccoli dell'omonima classe della Regia Marina e poi della Marina Militare Italiana.
- Raimondo Luigi
- Leopoldo Filippo Montecuccoli (1663-1698), figlio di Raimondo, generale austriaco
- Antonio Montecuccoli (1711-1768), figlio di Raimondo, cavaliere gerosolimitano, conte di Pisino dal 1766, Consigliere intimo di Stato a Vienna[4]
- Giovanni Battista Caprara Montecuccoli (1733-1810), cardinale.
- Vittoria Montecuccoli Davia, contessa, Dama d'onore di Maria Beatrice d'Este, Regina d'Inghilterra.
- Giovanni Battista Montecuccoli-Laderchi, marchese di Guiglia, Mastro di camera presso la Corte estense.
- Francesco Montecuccoli, marchese di Guiglia, Maggiordomo maggiore del Duca Francesco I d'Este.

Al ramo italo-austriaco, non accertato, come spiega Francesco Crispi, appartengono Alberto Montecuccoli-Laderchi, nato a Vienna il 1º luglio 1802, Georg Leo Caprivi di Caprara di Montecuccoli, conte, generale e cancelliere tedesco  (Charlottenburg 1831 - Skyren, Brandeburgo, 1899) e Rodolfo Montecuccoli degli Erri, ammiraglio e comandante in capo della flotta dell'Impero austro-ungarico (Modena 1843– Baden (Vienna) 1922).